# Repetobasidiaceae
Repetobasidiaceae es una familia de hongos del orden Hymenochaetales, definida filogenéticamente que incluye hongos resupinados, poroides, estereoideos, clavarioides y agaricoides, entre otras formas. Actualmente no se dispone de una descripción de la circunscripción familiar modificada.

## Géneros
Incluye los siguientes géneros:
- Alloclavaria
- Blasiphalia
- Cantharellopsis
- Contumyces
- Cotylidia
- Gyroflexus
- Loreleia
- Muscinupta
- Repetobasidium
- Sidera
- Rickenella